# Dystrykt Nchelenge
Dystrykt Nchelenge – dystrykt w północnej Zambii w Prowincji Luapula. W 2000 roku liczył 111 119 mieszkańców (z czego 50,71% stanowili mężczyźni) i obejmował 24 369 gospodarstw domowych. Siedzibą administracyjną dystryktu jest Nchelenge.